# Aporrhais senegalensis
Aporrhais senegalensis is een slakkensoort uit de familie van de Aporrhaidae. De wetenschappelijke naam van de soort is voor het eerst geldig gepubliceerd in 1838 door Gray.